# Aanslag op Robert Fico
Op 15 mei 2024 werd de premier van Slowakije, Robert Fico, neergeschoten en ernstig gewond bij een moordaanslag in Handlová in Slowakije. De schietpartij vond plaats voor het Cultuurhuis van de stad na een regeringsvergadering. Fico werd naar een ziekenhuis gebracht waar hij werd gestabiliseerd nadat hij een spoedoperatie had ondergaan. Ter plaatse werd door de politie een verdachte aangehouden.

## Achtergrond
Fico was bezig aan zijn vierde termijn als premier nadat hij bij de Slowaakse parlementsverkiezingen van 2023 werd verkozen tot hoofd van de Smer-partij. Hij had zich kandidaat gesteld als premier met een populistisch, eurosceptisch programma, waarbij hij de militaire hulp aan Oekraïne had stopgezet en had aangedrongen op vriendschappelijke betrekkingen met Rusland, terwijl hij de NAVO en de Verenigde Staten bekritiseerde en campagne voerde tegen migratie, niet-gouvernementele organisaties en LGBT-rechten. Ten tijde van de schietpartij was de regering van Fico bezig met voorstellen om een speciale aanklager tegen corruptie uit te schakelen en meer controle te krijgen over de publieke omroep RTVS.
Te midden van de toenemende polarisatie van de Slowaakse politiek en media publiceerde Fico op 10 april 2024 een videoboodschap om de spanningen te temperen. In de boodschap verklaarde hij: "De kiezers van Progressief Slowakije vervloeken regeringspolitici op straat en ik verwacht dat deze frustratie zal uitmonden in de moord op vooraanstaande regeringspolitici." Hij beschuldigde sommige mediakanalen er ook van "de progressieve kiezer letterlijk aan te moedigen lomp en agressief te zijn".

## Aanslag
De aanslag vond plaats om ongeveer 14:50 uur MEZT op 15 mei 2024 op het Mijnwerkersplein in Handlová. Na een regeringsvergadering in het Cultuurhuis begroette Robert Fico een menigte op het plein en schudde hij de hand van burgers. Een man in de menigte riep: "Robo, pojď sem!" (Nederlands: Robo, kom hier!) en schoot hem van dichtbij neer met een pistool. De vermeende aanvaller werd onmiddellijk aangehouden door de lijfwachten van Fico en de politie zette het gebied af. Drie andere ministers werden van het toneel geëscorteerd.
Fico werd door beveiligingspersoneel in een auto gedragen en naar het ziekenhuis van Handlová gebracht voordat hij werd overgevlogen naar het FD Roosevelt-ziekenhuis in Banská Bystrica. Een ambtenaar van het ministerie van Binnenlandse Zaken zei dat Fico bij bewustzijn was tijdens het transport. 
Er werden vijf schoten afgevuurd met een pistool, waarvan twee schoten in de buik en één in de schouder, waardoor Fico in een levensbedreigende toestand verkeerde. Hij onderging een noodoperatie die vijf uur duurde, en vice-premier Tomáš Taraba verklaarde dat hij naar verwachting zal herstellen. Op 16 mei zei verkozen president Peter Pellegrini dat hij met Fico in het ziekenhuis had kunnen spreken en beschreef zijn toestand als "zeer ernstig".

## Verdachte
Juraj Cintula, een 71-jarige dichter en schrijver uit Levice, werd onmiddellijk vastgehouden door Fico's veiligheidsagenten. Volgens de minister van Binnenlandse Zaken Matúš Šutaj Eštok verklaarde Cintula tijdens het politieverhoor dat zijn besluit om de aanslag uit te voeren werd genomen na de presidentsverkiezingen in april. Op 16 mei werd hij formeel beschuldigd van poging tot moord, waarop een levenslange gevangenisstraf staat. Cintula had het  pistool legaal in zijn bezit in verband met zijn baan als particuliere bewaker bij een winkelcentrum.
Cintula heeft drie dichtbundels geschreven en is lid van de Slowaakse Schrijversvereniging (Slovaaks: Spolku slovenských spisovateľov) sinds 2015. Hij was een leider van de Literaire Club Regenboog (Slovaaks: Literárny klub Duha) in Levice, dat hij in 2005 mede oprichtte, en is de auteur van twee romans, waarvan één getiteld Efata, over Roma in Slowakije. In dit boek prees Cintula het programma van de extreemrechtse Volkspartij Ons Slowakije en beweerde begrip te hebben voor massamoordenaars in gevallen van vermeend overheidsfalen, in het bijzonder met betrekking tot de schietpartij in Bratislava in 2010.
In 2016 verscheen Cintula op een evenement georganiseerd door een kleine pro-Russische paramilitaire groep genaamd Slovenskí Branci (Slowaakse rekruten). De groep werkte samen met de Russische motorclub Nachtwolven. Volgens Vsquare kreeg de groep training van voormalige Russische leden van Spetsnaz. Destijds schreef Cintula meerdere berichten waarin hij Slovenski Branci en zijn anti-immigratiestandpunt prees. De groep kondigde in oktober 2022 de ontbinding aan.
Ook in 2016 was hij medeoprichter van Beweging Tegen Geweld (Slovaaks: Hnutie proti nasiliu), een verwijzing naar de anticommunistische beweging VPN (Publiek Tegen Geweld)), die bij de Slowaakse presidentsverkiezingen van 2019 steun betuigde aan kandidaat Zuzana Čaputová van het sociaalliberale Progressief Slowakije (PS). Na de Russische invasie van Oekraïne veroordeelde de beweging de Russische agressie door te stellen: "Welke Slavische broederschap? Er is alleen een agressor en een aangevallene." De Slowaakse krant Sme zei dat ze Cintula had geïdentificeerd op basis van foto's van protesten tegen controversiële hervormingen van de regering van Fico, die drie maanden vóór de schietpartij door de prowesterse oppositie waren georganiseerd. Drie weken voor de schietpartij werd Cintula gezien terwijl hij prowesterse symbolen vasthield en anti-Fico-slogans schreeuwde tijdens protesten tegen de regering van Fico in Dolná Krupá.
Het motief achter de aanslag is nog steeds niet volledig bekend, maar wordt onderzocht als politiek gemotiveerd. Minister van Binnenlandse Zaken Eštok verklaarde dat uit voorlopig onderzoek bleek dat de schutter een "lone wolf" was die een politiek motief had voor de moordaanslag. Cintula's buren beschreven hem als een 'zachtaardige oude' persoon die samen met zijn vrouw van zijn pensioen genoot en uitten hun ongeloof over zijn daden. Cintula's zoon zei dat zijn vader niet op Fico stemde. Cintula verklaarde dat hij het niet eens is met het regeringsbeleid en bezwaar maakt tegen de "eliminatie van de massamedia door de overheid", met name de ontbinding van radio en televisie in Slowakije. Cintula was ook tegen het ontslag in april 2024 van Ján Mazák vanuit de functie van voorzitter van de rechterlijke raad van Slowakije, dat in verband is gebracht met Mazáks onderzoek naar corruptie waarbij Robert Fico en andere leden van de regering betrokken zijn. De autoriteiten zeiden dat hij ook antiregeringsprotesten had bijgewoond.

## Reacties

### Slowakije
Vicevoorzitter van de Nationale Raad Ľuboš Blaha bevestigde de schietpartij tijdens een zittingsperiode, die later werd opgeschort, en gaf de politieke oppositie en de liberale media de schuld. Het ministerie van Binnenlandse Zaken omschreef het als een ‘moordpoging’. Zuzana Čaputová, de aftredende president van Slowakije, noemde de schietpartij "brutaal en meedogenloos", en uitte zijn geschoktheid over de aanval en zijn solidariteit met Fico. 
De nieuwgekozen president Peter Pellegrini noemde de aanslag "een ongekende bedreiging voor de Slowaakse democratie" en waarschuwde dat politiek geweld "alles in gevaar bracht wat we in de afgelopen 31 jaar Slowaakse soevereiniteit samen hebben opgebouwd". Op 16 mei verschenen Čaputová en Pellegrini samen en herhaalden de oproepen tot kalmte, eraan toevoegend dat de leiders van de belangrijkste politieke partijen van het land een bijeenkomst zouden houden in een poging "het geweld te verminderen". Pellegrini drong er ook op aan dat de campagne voor de verkiezingen voor het Europees Parlement in 2024 op een ingetogen manier zou plaatsvinden. Soortgelijke gevoelens werden geuit door Michal Šimečka, leider van de oppositiepartij PS. Andrej Danko, vicevoorzitter van de Nationale Raad en leider van de nationalistische Slowaakse Nationale Partij, gaf de politieke oppositie en de media de schuld van de aanval en zei dat het land afstevende op een "politieke oorlog". Op 16 mei vond een bijeenkomst van de Veiligheidsraad van de Slowaakse Republiek plaats om de situatie te bespreken. Een gepland protest van de PS en de Vrijheids- en Solidariteitspartijen tegen de plannen van de regering-Fico om RTVS te herzien werd geannuleerd. 

### Internationaal
Regionale en mondiale leiders en internationale organisaties spraken hun steun uit voor Fico en de bevolking van Slowakije. De veroordeling van de aanslag kwam onder meer van voorzitter van de Europese Commissie Ursula von der Leyen en voorzitter van de Europese Raad Charles Michel, de Franse president Emmanuel Macron, de Hongaarse premier Viktor Orbán, de Indiase premier Narendra Modi, de Litouwse president Gitanas Nausėda, de Russische president Vladimir Poetin, de Oekraïense president Volodymyr Zelenskyy, de Britse premier Rishi Sunak, de Amerikaanse president Joe Biden, de Poolse president Andrzej Duda en eerste minister Donald Tusk, evenals de Tsjechische president Petr Pavel en premier Petr Fiala.